# Офсајд
Офсајд је правило у фудбалу које одређује да играч екипе која напада, у тренутку када му се упућује лопта од његовог саиграча, мора бити у линији или иза најмање два противничка играча (од којих је један најчешће противнички голман).

## Примена офсајда
Офсајд се може поделити на три дела:
- недозвољена позиција,
- досуђивање офсајда и
- санкција самог офсајда.

### Недозвољена позиција
Године 2005. одбор ФИФА-е је донео ново правило што се тиче офсајда, према којем је у офсајду играч којем је бар део тела (глава, стопало...) ближи гол-линији супарничког гола од лопте и од неког супарничког играча. То је уведено како би по правилима нападач екипе морао целим телом бити даље од супарничке гол-линије у односу на супарничког играча.
Опште гледајући, ово правило значи да екипа која напада мора да води рачуна да супарничка екипа има бар два играча (рачунајући и голмана) између гол-линије и неког њиховог играча, или да сви играчи екипе која напада морају бити иза лопте тако да она буде ближе гол-линији од било којег њиховог играча.
Битно је напоменути да се екипа чији је играч у офсајду не сме одмах казнити офсајдом. До прекида напада долази тек када се играчу који је у офсајду упути лопта. Играч није у офсајду ако је добио лопту у офсајду од супарничког играча или од свог играча из прекида, под условом да тај прекид није слободни ударац, или ако је на својој половини терена..

### Досуђивање офсајда
Играч који се налази у офсајду треба да се санкционише само ако лопту у том тренутку према њему упути неко од његових саиграча, намерно или случајно. Тада он активно учествује у игри налазећи се у недозвољеном положају.
Сматра се да је играч у недозвољеном положају онда када је лопта њему упућена. Уколико му је лопта упућена док није био у таквој позицији, нема офсајда. Уколико играч у офсајду крене натраг у дозвољени положај, без обзира на то што покушава да се помери из офсајда и иде уназад, и даље се гледа где се он налазио када му је лопта упућена. 
Да ли играч активно учествује у игри, сложено је питање. ФИФА је 2003. донела одлуке које то одређују, а оне су у примени од јула 2005. године.